# Шабранський В'ячеслав Вікторович
В'ячеслав Вікторович Шабранський (нар. 1 травня 1987, Житомир, Україна) — український професійний боксер. Виступає у напівважкій ваговій категорії (до 79,4 кг). Був чемпіоном США за версією WBC (USNBC) 2015—2016 у напівважкій вазі.

## Професійна кар'єра
Професійну кар'єру боксера В'ячеслав почав у вересні 2012 року.
25 липня 2014 року відбувся бій Шабранського з американським боксером Деметріусом Вокером (7-5-1), якого В'ячеслав переміг нокаутом в першому раунді, витративши на це всього 48 секунд, тим самим підтвердивши свою репутацію панчера.
12 березня 2015 року відбувся бій В'ячеслава Шабранського у Сан-Антоніо (Техас, США) з небитим бразильцем Фабіано Пена (11-0-1). Починаючи з першого раунду, Шабранський володів ініціативою, викидаючи набагато більше влучних ударів, ніж його суперник. В'ячеслав працював різноманітно — бив з обох рук, не забував працювати по поверхах. Після 3-го раунду бій прийняв однобічний характер — Шабранський вразив бразильця аперкотами та джебами. У перерві між п'ятою та шостою трихвилинками, кут Фабіано відмовився від продовження бою і зняв свого боксера. В'ячеслав Шабранський завоював вакантний титул чемпіона США за версією WBC (USNBC) в напівважкій вазі.
19 грудня 2015 року Шабранський зустрівся з досвідченим кубинським боксером Юніескі Гонсалесом (16-1-0). Бій тривав усі десять раундів, за підсумками яких двоє суддів віддали перемогу В'ячеславу з рахунком 98-92 і 97-93, а третій вирішив, що була нічия — 95-95.
16 грудня 2016 року в бою за вакантний титул чемпіона США за версією WBC (USNBC) в напівважкій вазі В'ячеслав Шабранський зустрівся з кубинцем Салліваном Баррерою і програв нокаутом у сьомому раунді. Вже у першому раунді Шабранський побував у нокдауні, у другому надіслав у нокдаун Барреру, але у наступних раундах пропускав більше, ніж суперник, і, побувавши у п'ятому раунді у другому нокдауні, а у сьомому — в третьому, зазнав першої поразки на професійному рингу.
25 листопада 2017 року В'ячеслав Шабранський зустрівся в бою за вакантний титул чемпіона світу за версією WBO у напівважкій вазі з росіянином Сергієм Ковальовим. Ковальов здобув швидку перемогу технічним нокаутом вже у другому раунді. Шабранський опинявся у нокдаунах у першому раунді (двічі) та другому, а наприкінці другого раунду рефері зупинив побиття українця.

## Перелік двобоїв
| 19 перемог (16 нокаутом, 3 за рішення суддів), 1 поразка (1 нокаутом, 0 за рішення суддів) |        |                 |        |                |        |        |      |                   |                                      |                                                                          |
| Результат                                                                                  | Рекорд | Суперник        | П-П-Н  | Останні 6 боїв | Спосіб | Раунд  | Час  | Дата              | Місце проведення                     | Примітки                                                                 |
| Поразка                                                                                    | 19-2-0 | Сергій Ковальов | 30-2-1 |                | TKO    | 2 (12) | 2:36 | 25 листопада 2017 | Madison Square Garden, Нью-Йорк, США | Бій за вакантний титул чемпіона світу за версією WBO у напівважкій вазі. |